# Robert Crumb
Robert Dennis Crumb (Filadelfia, 30 agosto 1943) è un fumettista statunitense.
Il suo stile, inizialmente caratterizzato da un disegno grottesco ed espressionista, con particolari fisici volutamente sproporzionati, si è fatto sempre più realistico con il passare degli anni.
Sulla scia dei tradizionali Funny Animals, i suoi personaggi sono spesso animali antropomorfi, come il celebre Fritz il gatto. 
Marchio di fabbrica di Crumb è l'ampio uso del tratteggio, che dà quasi un senso di tridimensionalità alle sue opere. 
Nel 2007, Crumb viene inserito al ventesimo posto nella Lista dei 100 geni viventi stilata dal Daily Telegraph.

## Biografia
Nel 1962 si trasferisce a Cleveland, e due anni dopo si avvicina creativamente al vasto movimento del fumetto underground. Nello stesso periodo sperimenta alcune sostanze stupefacenti, tra cui l'LSD, e inizia a collaborare con la rivista di cultura radical newyorkese East Village Other. Si trasferisce nel 1966 a San Francisco, punto focale per tutta la cultura underground occidentale, dove collabora con i maggiori cartoonist indipendenti tra cui Rick Griffin, Spain Rodriguez, S. Clay Wilson e Victor Moscoso; con alcuni di loro nel 1967 crea Zap Comix, una rivista a fumetti tascabile dove pubblicherà con regolarità le tavole dei suoi maggiori personaggi, tra cui Fritz il gatto e Mr. Natural.
Collabora in parallelo a molte riviste underground, non solo statunitensi (Oz, Gothic Blimp Works, Motor City, Yellow Dog, Actuel), e il suo materiale a fumetti inizia a essere pubblicato e tradotto in buona parte dei paesi occidentali. 
Nel 1968, Crumb realizza una delle copertine più famose della storia del rock: quella di Cheap Thrills, uno dei più noti album di Janis Joplin, voce della band Big Brother and the Holding Company. 
Anni dopo, Crumb dichiarerà: "Pensavo che i Big Brother and the Holding Company fossero un gruppo davvero terribile, ma che [Janis] fosse una brava cantante".
Nel 1969, per una storia pubblicata sul numero 4 di Zap, viene arrestato a New York City con l'imputazione di oscenità.  
L'anno dopo vende i diritti per un film a cartoni animati dedicato a Fritz the Cat (che verrà animato da Ralph Bakshi): Fritz il gatto ottiene un successo strepitoso a livello globale, con un incasso di oltre 100 milioni di dollari, diventando il film d'animazione indipendente più redditizio di sempre e aprendo la strada ai cartoni animati per adulti.
Nonostante questi ottimi risultati il film non piace a Crumb, che anzi ha fretta di sbarazzarsi della sua creatura. L'ultima storia che vede protagonista Fritz The Cat è "Superstar" del 1972: il gatto antropomorfo, definitivamente corrotto dalla fama e dalle sue lusinghe, viene pugnalato a morte con un punteruolo da ghiaccio.
Nel 1970 Crumb, grande appassionato e collezionista di musica americana degli anni '20-30, fonda con alcuni amici di vecchia data i R. Crumb & His Cheap Suit Serenaders, una band di jazz tradizionale.
In Italia nel 1976 una sua storia di cinque pagine viene pubblicata sulla rivista Ca Balà, rivista affiliata all'Alternative Press Syndicate, l'associazione che contava lo stesso Robert Crumb tra i suoi principali e storici affiliati. Due libretti di Crumb sono pubblicati da Stampa Alternativa nella collana Millelire.
Nei tardi anni 80 la sua fama, ormai consolidata a livello internazionale, si arricchisce di riconoscimenti ufficiali importanti che culminano nel 1990, quando alcune tavole dell'artista entrano al Museum of Modern Art di New York. In quel periodo, diventato ormai un modello per tanti cartoonist non solo statunitensi, si trasferisce con la famiglia nella Francia meridionale, dove continua a operare anche come musicista part-time suonando il banjo e il mandolino in un gruppo denominato Les Primitifs du futur. 
Nel 1993 pubblica due fumetti satirici che parodiano il razzismo e l'antisemitismo, When the Niggers Take Over America! e When the Goddam Jews Take Over America!. 
L'anno seguente, il regista Terry Zwigoff realizza un film documentario, Crumb, sulla sua vita e sulla sua famiglia. 
Nel 1999 gli viene attribuito il Grand Prix della città francese di Angoulême, per l'insieme della sua vasta opera creativa.

## Riconoscimenti
- Segnalazione di merito al Salone Internazionale dei Comics (1969)

## Opere tradotte in lingua italiana
- Fallo!, Edizione Angelo Quattrocchi, distribuito da La Nuova Sinistra Edizioni Savelli, 1970
- Hello '69, Snatch Comics January 1969 © 1968, Stampa Alternativa Millelire, 1993, ISBN 8872261112
- Cosa faranno queste fanciulle Hippy (...), Snatch Comics August 1969, Stampa Alternativa Millelire, ISBN 8872261880
- Disegna il Blues, I grandi libri di Comix, Franco Cosimo Panini Editore, 1993
- Kafka, Dick, Bukowski visti da me. Collezione Crumb. Vol. 1, COMICON Edizioni, 2014
- Fritz il gatto e altri animali. Collezione Crumb. Vol. 2, COMICON Edizioni, 2015
- La musica di Crumb. Collezione Crumb. Vol. 3, COMICON Edizioni, 2015
- Mr. Natural e altri perdenti. Collezione Crumb. Vol. 4, COMICON Edizioni, 2017
- Le donne di Crumb. Collezione Crumb. Vol. 5, COMICON Edizioni, 2018
- Mr. Underground. Collezione Crumb. Vol. 6, COMICON Edizioni, 2022
- Ma è davvero arte? Collezione Crumb. Vol. 7, COMICON Edizioni, 2024